# Brug Het Laar
Brug Het Laar is een brug over het Wilhelminakanaal in de Nederlandse gemeente Laarbeek.
De brug, genoemd naar de nabijgelegen buurtschap Het Laar was de meest oostelijke van de drie betonnen ingeklemde boogbruggen welke over het oostelijk deel van het toen in aanleg zijnde Wilhelminakanaal werden gebouwd. Aannemer was Tiemen B. Schieving van de Twentsche Betonijzer Maatschappij. De brug kwam in juni 1918 gereed.
Op 11 mei 1940 werd deze brug opgeblazen door de Nederlandse militairen, om aldus de oprukkende Duitse troepen tegen te houden. Pas na de Tweede Wereldoorlog werd de oeververbinding hersteld, en wel met een geprefabriceerde stalen vakwerkbrug van het type Callender Hamilton, waarbij gebruik werd gemaakt van de nog aanwezige funderingen van de voorgaande brug.